# Torre Diamante
La Torre Diamante (en italiano Torre Diamante o coloquialmente Diamantone) es un edificio de gran altura en el Centro Direzionale de Milán, en la esquina de la calle viale Della Liberazione y via Galilei.
Fue construido en el contexto del proyecto de recalificación urbana llamado "Progetto Porta Nuova" (proyecto Porta Nuova).
El rascacielos tiene 140 metros de altura, siendo el cuarto edificio en Milán por la altura y el quinto en Italia (además, es el edificio de acero más alto de Italia). La torre tiene una estructura multifacética, que recuerda la forma de un diamante (de la que, de hecho, se deriva el nombre).
El edificio está rodeado por algunas construcciones de menor altura, llamadas Diamantini (pequeños diamantes), que funciona como continuidad del rascacielos. La Torre Diamante y los Diamantini son edificios comerciales.
El principal inquilino es el banco BNP Paribas desde el año 2016.

## Diseño
El arquitecto ítaloestadounidense Lee Polisano, miembro del estudio de arquitectura Kohn Pedersen Fox, diseñó todo el plan maestro del área. Polisano fue apoyado por el arquitecto Paolo Caputo y por Jacobs Engineering Group Inc. para el diseño arquitectónico, mientras que el plan estructural fue concedido a Arup.
La característica principal de la torre es su geometría irregular: las columnas perimetrales del edificio están inclinadas. El diseño interior se caracteriza por un núcleo central alrededor del cual se desarrollan las plantas. Esta solución ha sido adoptada para maximizar la cantidad de luz solar y para permitir una vista sobre la ciudad.
Uno de los objetivos del proyecto "Porta Nuova" era reducir drásticamente el consumo de energía: todas las edificaciones deberán estar provistas de fuentes de energía renovable. La Torre Diamante, de hecho, ha sido galardonada con la certificación LEED de oro, uno de los de más alto rango reconocido por el US Green Building Council.

## Construcción
La construcción del edificio comenzó oficialmente el 28 de enero de 2010 con el montaje de las grúas. El 1 de agosto comenzó la instalación de la estructura exterior y núcleo interior de hormigón. Nueve meses más tarde, la torre había alcanzado seis pisos. A comienzos de 2011, la torre alcanzó diez pisos y se instalaron los paneles de vidrio. La construcción continuó rápidamente y, en marzo, llegó a los dieciocho pisos.
El 5 de junio, el interior del núcleo de hormigón alcanzó la altura máxima de la edificación (140 m) y en la parte superior se izó una bandera italiana. Cinco meses más tarde, en noviembre de 2011, la estructura de acero exterior habían alcanzado la altura máxima, mientras que la colocación de los paneles de vidrio iba por el octavo piso. El 10 de febrero, los paneles de vidrio alcanzaron el piso dieciocho, el 30 de marzo, el veinte y dos, y a mediados de abril, el veinte y siete. A finales del mes de abril terminó la colocación de los paneles. La torre fue terminada el 14 de septiembre de 2012.
Una característica de la torre es el uso de vidrio laminado en lugar de vidrio templado con el fin de tener una fachada uniforme y evitar defectos de menor importancia, tales como la ondulación típica del vidrio templado industrial.
Otra peculiaridad de la construcción es la iluminación de su parte superior en varios colores, por ejemplo, el azul o el rojo.